# Atthila
Atthila is een geslacht van weekdieren uit de klasse van de Gastropoda (slakken).

## Soort
- Atthila ingolfiana Bergh, 1899